# TPF BDe 4/4 (141-142)
De BDe 4/4 is een elektrisch treinstel bestemd voor het regionaal personenvervoer van de Chemins de fer Fribourgeois Gruyère-Fribourg-Morat (GFM).

## Geschiedenis
Het treinstel werd door Schindler Waggon (SWP) en SAAS in de jaren 1970 ontwikkeld en gebouwd voor de Chemins de fer Fribourgeois Gruyère-Fribourg-Morat (GFM) ter vervanging van ouder materieel.

## Constructie en techniek
Het treinstel bestaat uit een motorwagen met twee stuurstanden. Naar behoefte kan deze motorwagen worden gekoppeld worden aan een rijtuig en een stuurstandrijtuig. Deze treinstellen kunnen tot twee stuks gecombineerd rijden.

### Namen
De Gruyère-Fribourg-Morat (GFM) hebben de volgende namen op de treinen geplaatst:
- 141: Gruyères
- 142: Semsales

## Treindiensten
Deze treinen worden door Transports publics Fribourgeois (TPF) ingezet op de volgende trajecten:
- Spoorlijn Châtel-Saint-Denis – Palézieux
- Spoorlijn Châtel-Saint-Denis – Bulle – Montbovon
- Spoorlijn Bulle – Broc-Fabrique (Nestle)

## Foto's

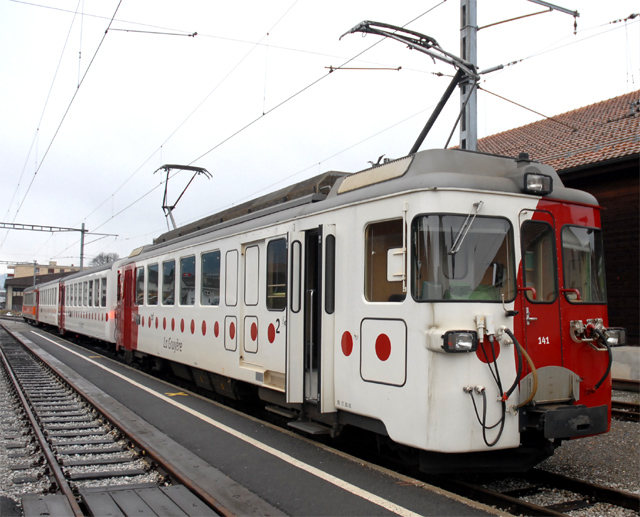
BDe 4/4: 141 op 8 februari 2007 te Châtel-Saint-Denis
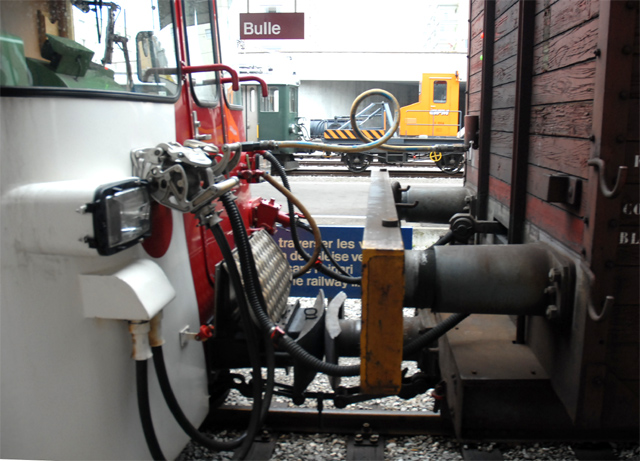
BDe 4/4: 142 en koppelwagen op 8 februari 2007 te Bulle
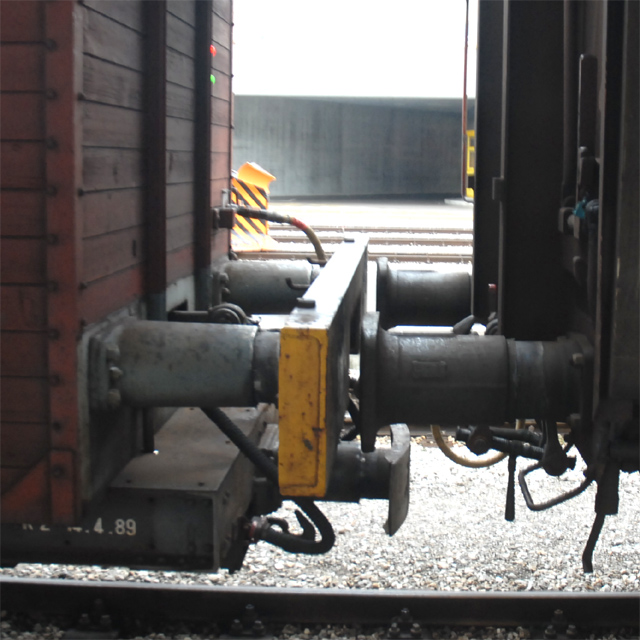
koppelwagen en goederenwagen op 8 februari 2007 te Bulle